# John Gilpin's Ride
John Gilpin's Ride è un cortometraggio muto del 1908 diretto da Lewin Fitzhamon. Il soggetto del film si basa su una poesia di William Cowper.

## Trama
La corsa sfrenata di un mercante sul suo cavallo al galoppo.

## Produzione
Il film fu prodotto dalla Hepworth.

## Distribuzione
Distribuito dalla Hepworth, il film - un cortometraggio di 175 metri - uscì nelle sale cinematografiche britanniche nell'ottobre 1908.
Si conoscono pochi dati del film che, prodotto dalla Hepworth, fu distrutto nel 1924 dallo stesso produttore, Cecil M. Hepworth. Fallito, in gravissime difficoltà finanziarie, il produttore pensò in questo modo di poter almeno recuperare il nitrato d'argento della pellicola.